# Marco Manlio Capitolino
Marco Manlio Capitolino  fue un político y militar romano del siglo V a. C. perteneciente a la gens Manlia.

## Familia
Manlio fue miembro de los Manlios Capitolinos, una de las más antiguas familias patricias de la gens Manlia.

## Carrera pública
Siendo tribuno consular, en el año 434 a. C., los veyentes y faliscos solicitaron ayuda a la asamblea etrusca para afrontar la amenaza que significaba para ellos Roma después de que esta tomase Fidenas. En previsión del peligro que suponía una Etruria unida contra la ciudad, el Senado nombró un dictador para conducir la guerra. Sin embargo, la asamblea de los etruscos rechazó las alegaciones de veyentes y faliscos y no les dio su apoyo.
Tito Livio, siguiendo a Licinio Macro, escribe que fue un año de cónsules y repite los del año anterior, pero añade otros dos nombres alternativos (Marco Manlio y Quinto Sulpicio) procedentes de Valerio Antias y Quinto Elio Tuberón e indica que otros autores antiguos dan tribunos consulares. Diodoro Sículo, por su parte, dice que fueron nombrados tribunos consulares. Los estudiosos modernos se inclinan por un año de tribunos consulares  o indican que hay cierta incertidumbre.